# Francesco Taurisano
Francesco Taurisano (Napoli, 14 novembre 1951) è un magistrato italiano.

## Biografia
Dopo aver conseguito la laurea in Giurisprudenza all'Università Federico II di Napoli, ha intrapreso la carriera di magistrato. All'inizio degli anni '90 fu sostituto procuratore presso la Procura della Repubblica di Trapani e, in tale veste, indagò sulla contiguità tra poteri dello Stato e mafia nella zona del trapanese: nel 1991 raccolse infatti le controverse dichiarazioni dei collaboratori di giustizia Rosario Spatola e Giacoma Filippello, i quali accusavano noti uomini politici (tra cui l'allora ministro Calogero Mannino) di collusione con la mafia. Denunciò inoltre lo stato di isolamento nel quale si era trovato presso la propria Procura a causa del suo lavoro, nonché la sconvolgente circostanza (poi smentita) che i verbali di Spatola e della Filippello riguardanti i politici erano spariti dal suo ufficio. Tuttavia nel 1993 fu sanzionato dal CSM con l'ammonimento, seguito da un trasferimento, per alcune irregolarità nel suo lavoro, tra cui quella di non aver trasmesso ad altri magistrati competenti per territorio (tra cui Paolo Borsellino) le indagini sugli uomini politici.
Successivamente ha svolto per diciassette anni l'incarico di presidente del Tribunale del Riesame a Roma per approdare poi al Tribunale fallimentare di Roma.
Alle sue vicende presso la Procura di Trapani è liberamente ispirato il film La scorta del 1993 diretto da Ricky Tognazzi.